# One on Reno
One on Reno è un cortometraggio muto del 1911 diretto da Harry Solter e prodotto dalla Lubin.

## Trama
Una moglie trascurata riesce a suscitare di nuovo l'interesse del marito quando decide di andare a Reno per divorziare.

## Produzione
Il film fu prodotto dalla Lubin Manufacturing Company.

## Distribuzione
Distribuito dalla General Film Company, il film - un cortometraggio in una bobina - uscì nelle sale statunitensi il 3 novembre 1911.